# Tokta

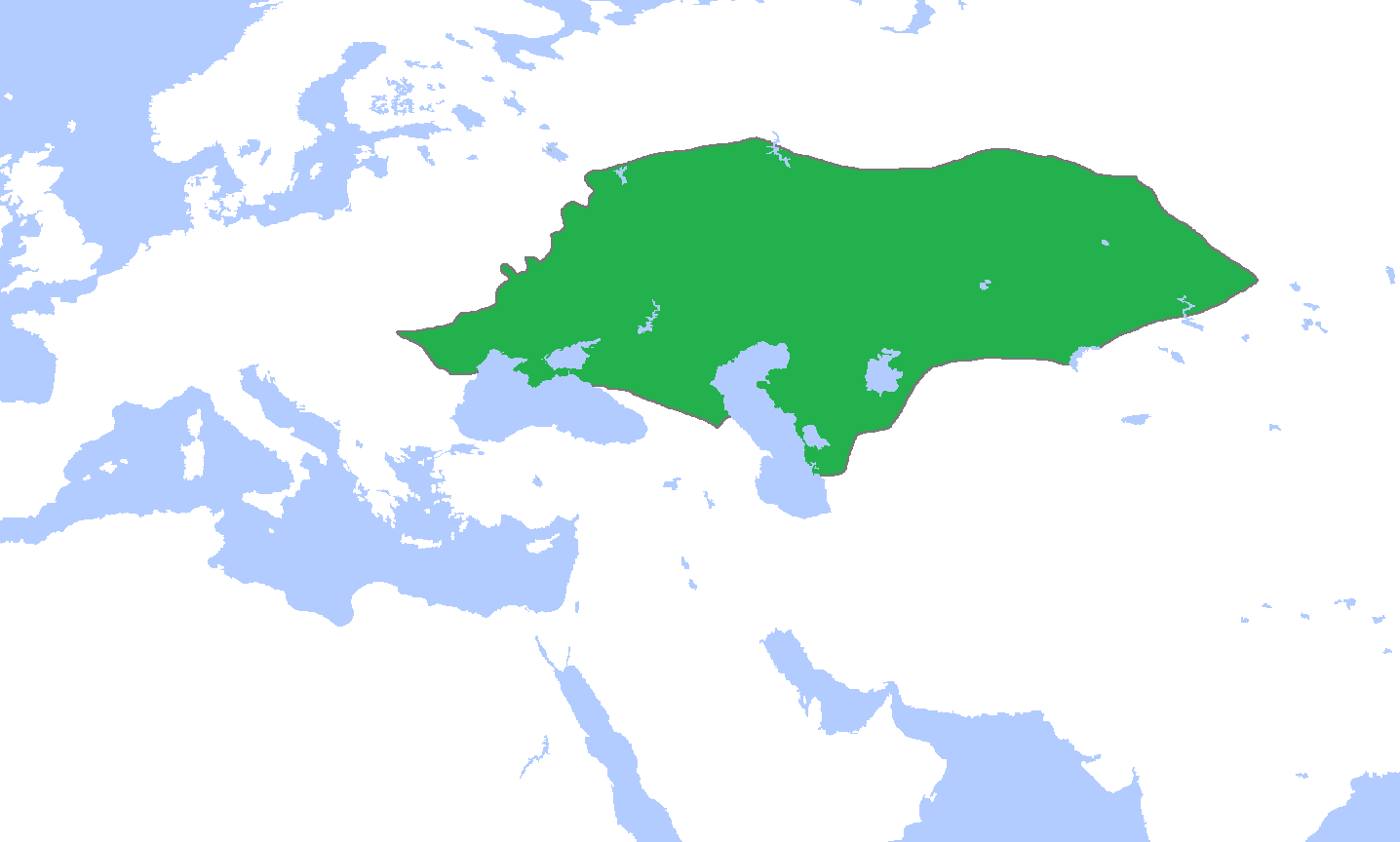
Orda d'Oro, 1300

Tokta o Tukta o Toqta o Toqtai (in tartaro Тукта) (ante 1282 – 1312) è stato un condottiero mongolo, figlio di Mengu Temur e Khan dell'Orda d'Oro.

## Biografia
Reclamò il primato sull'Orda d'oro nel 1291 e, con l'aiuto di Nogai Khan, l'ottenne. Presto i due alleati divennero però acerrimi nemici, finché nel 1300 Tokta sconfisse Nogai annettendo i territori del Volga e del Don, controllati dall'Orda Blu.